# Jätteasblomma
Jätteasblomma (Stapelia gigantea) är en art i familjen oleanderväxter. Arten förekommer naturligt i Botswana, Malawi, Moçambique, östra Sydafrika, Swaziland, södra Tanzania och  Zimbabwe. Arten odlas som krukväxt i Sverige.
Den bildar suckulenta buskar som grenar sig från basen. Stammarna är fyrkantiga, mer eller mindre upprätta, till 25 cm höga, ludna, utan tydliga upphöjningar längs stammen. Bladen blir 2–3 mm långa. ludna. spetsiga med glandler. Blommorna kommer från korta blomställningar från basen av stammarna och öppnas allt eftersom. Kronan är sandfärgad till rödaktig, vattrad med rödbruna till purpur tvärstrimmor, utbredd, platt till svagt skålformad, 12–40 cm i diameter, djupt flikig, varje flik med tre tydliga nerver på baksidan, något hårig, kanterna med längre hår. Bikronan är mörkt purpur.
Både det svenska namnet och det latinska gigantea (gigantisk) syftar på de stora blommorna.

## Synonymer
Stapelia cylista Luckhoff
Stapelia gigantea var. pallida E.Phillips
Stapelia marlothii N.E.Br.
Stapelia nobilis N.E.Br. ex Hook.f.
Stapelia youngii N.E.Br.

### Webbkällor
- Flora of Zimbabwe - Stapelia gigantea